# Free (Unix)
Pour les articles homonymes, voir Free.
free est une commande UNIX et GNU/Linux permettant d'afficher des informations de disponibilité sur la mémoire vive du système.

## Exemple
Exemple d'un serveur Linux utilisant 2,2 Go de Ram sur 4,9 Go configurés, ayant 2,6 Go de libre (l'option -m permet d'afficher les chiffres en Mo):
```
$
 
free
 
-m

             
total
       
used
       
free
     
shared
    
buffers
     
cached
Mem:
          
4953
       
2284
       
2668
          
0
        
239
       
1751

-/+
 
buffers/cache:
        
294
       
4658

Swap:
         
1023
          
0
       
1023

```